# Hadleigh Castle
Hadleigh Castle er ruinen af en middelalderborg med udsigt til Themsens udmunding umiddelbart syd for byen Hadleigh i Essex, England.
Den er opført efter 1215 under Henrik 3. af Englands styre af Hubert de Burgh, og den var omgivet af en dyrepark, og den spilledes en vigtig økonomisk og forsvarsmæssig rolle. Borgen blev udvidet og ombygget kraftigt af Edvard 3., der gjorde det til en noget større ejendom, der skulle være med til at beskytte landet mod en fransk invasion og samtidig giver kongen et bekvemt privat residensslot tæt på London.
Hadleigh Castle er opført på en bakke af London clay, og den har været udsat for voldsom sætning og en stor del af stenene blev fjernet i 1500-tallet for at blive brugt i andre byggerier, hvilket gør at den i står fremstår som en ruin. Det er en listed building af første grad og et scheduled monument, der drives af English Heritage.